# Red Tower
Red Tower (dawniej Bre Tower) – biurowiec w Łodzi, znajdujący się przy ulicy Piotrkowskiej 148/150. Budynek ma 80 m wysokości. Całkowita powierzchnia budynku wynosi ok. 15 000 m², natomiast kubatura ok. 61 000 m³. Biurowiec posiada standard klasy B.

## Konstrukcja
Wieżowiec powstał w 1978 r. Liczy 22 kondygnacje naziemne oraz 2 podziemne. Posiada konstrukcję żelbetowo-monolityczną w części podziemnej oraz monolityczno-prefabrykowaną na pozostałych kondygnacjach. Centralnym punktem konstrukcji jest żelbetowy trzon komunikacyjny z czterema szybami windowymi i dwiema klatkami schodowymi.

## Renowacja
Pierwsze prace remontowe w biurowcu zaczęły się już w 2004 roku, jednak na dobre ruszyły dopiero dwa lata później. Podczas remontu trwającego od maja 2006 roku do czerwca 2008 roku biurowiec przeszedł gruntowną modernizację z zewnątrz i wewnątrz budynku, zyskując przede wszystkim nową elewację, nocną iluminację oraz nową nazwę nawiązującą do jego czerwonego koloru. W tym czasie przebudowano układ klatek schodowych i wind, które są teraz cztery, zdjęto elementy azbestowe, zmodernizowano wszystkie instalacje oraz zamontowano system ostrzegania przed zagrożeniami. Budynek został również w pełni przystosowany do obowiązujących przepisów przeciwpożarowych. Remont wieżowca początkowo miał zakończyć się już jesienią 2007 roku. Jednak na początku 2007 roku doszło do zmiany właściciela budynku, co było jednym z powodów przedłużenia się remontu. Biurowiec został zakupiony za 43 mln zł. przez fundusz Arka BZ WBK od ówczesnego właściciela, którym był Corniche Real Venture, spółka celowa należąca do znanego inwestora giełdowego Romana Krzysztofa Karkosika. Oficjalne otwarcie nastąpiło 30 września 2008 roku.
Będący najwyższym biurowym obiektem w Łodzi, biurowiec RED TOWER przy ul. Piotrkowskiej 148 został nagrodzony I nagrodą w Ogólnopolskim Konkursie Modernizacja Roku 2008 w kategorii obiekt użyteczności publicznej. Do XVI edycji Konkursu, objętego patronatem Ministerstwa Infrastruktury, Ministerstwa Edukacji Narodowej oraz Generalnego Konserwatora Zabytków, zgłoszono 703 obiekty z całej Polski.
Projekt elewacji budynku opracował zespół architektów z biura AGG - Architekci Grupa Grabowski Spółka z o.o.
Projekt robót budowlanych związanych z dostosowaniem do wymogów przeciwpożarowych i remontu instalacji wewnętrznych opracowała Pracownia Architektoniczna Tomasza Wąsa.

## Najemcy
Najemcami budynku są obecnie: Philips, Accenture Services oraz kilkanaście mniejszych firm.
Biurowiec jest własnością spółki Warimpex.